# Божић у Ирској
Божић у Ирској традиционално почиње 8. децембра, на празник Безгрешног зачећа, многи на тај дан постављају украсе и јелке, и траје до 6. јануара, односно Малог Божића. Поздрав за „Срећан Божић“ на ирском је Nollaig Shona Duit, а дословни превод је „Срећан ти Божић“.                     

## Ирске божићне традиције
Ирска је претежно хришћанска земља и Божић игра важну улогу у религијским аспектима ирског живота, заузимајући место предхришћанског фестивала у зимском солстицију. Традиционално је присутно доста посета верским службама на Бадњи дан и Бадње вече, а поноћна миса је популаран избор за римокатолике. Ово је такође време сећања на мртве уз молитву за покојне на миси. Гробови се традиционално украшавају на Божић венцима од божиковине и бршљана. Веровало се да онај који умре у периоду између Божића и Малог Божића иде директно у рај.

### Украшавање
У периоду од средине 19. до средине 20. века, било је уобичајено да ирска домаћинства обављају чишћење и припремање куће за предстојећи божићни период. То би подразумевало чишћење и кречење дома, а украшавање би се одвијало након овога. Употреба зимзеленог лишћа попут божиковине представља Христа и његов вечни живот, али такође има и паганске корене. У сеоским домовима би се уређивале бараке или шупе за краве, стаје и друге зграде за животиње како би се допринело улози животиња у божићној причи. Имела није била део традиционалне ирске божићне декорације, јер се у Ирској тешко налази, али је постала честа појава у модерно доба. Заједно са Великом Британијом, Ирска је увела кићење јелке током владавине краљице Викторије. Божићна јелка званично се кити 8. децембра, јер је према хришћанској традицији безгрешно зачеће било на овај датум. Јелке се у градовима сваке године постављају на централним локацијама заједно са лампицама.

### Деда Мраз
Деда Мраз, Daidí na Nollag (Божићни татица) на ирском. Деци у Ирској доноси поклоне који се отварају на божићно јутро. Традиционално се Рудолфу оставља пита и флаша или чаша црног пива заједно са шаргарепом. Већина великих тржних центара има спремну Деда Мразову кућицу од краја новембра, тако да купци и посетиоци са децом могу да посете Деда Мраза и кажу му шта желе за Божић.

### Божићна свећа
Још увек је присутан обичај постављања упаљене свеће на прозор куће на Бадње вече. Ово се такође назива Coinneal Mor na Nollag. Свећа се поставља на прозор како би се дочекали људи којима је потребно склониште. Њена примарна сврха је добродошлица Марији и Јосифу. У неким кућама било је традиционално да најмлађе дете пали свећу. У периоду пре електрификације села, ове свеће би имале значајан утицај на рурални пејзаж ноћу. Постоје неке традиције у којима би те свеће служиле за прорицање будућности.

### Божићно купање
Традиционално пливање у мору на божићно јутро ради се често у добротворне сврхе. Плаже у Сендикову у Даблину и Солтхилу у Голвеју, убичајена су места где се стотине храбрих људи опире хладним температурама и скаче у море.

### Божићна вечера
На Бадње вече традиционално се једе риба као облик поста пред Божић. Средином 19. до 20. века, ирске породице би провеле неколико недеља уочи Божића „улазећи у Божић“, полако купујући сву храну и залихе потребне за празник. 
Традиционална божићна вечера састојала се од зачињене или печене говедине, печене гуске и шунке са поврћем и печеним кромпиром. Кување ћуретине је модернија, увезена традиција. Десерт се често састојао од низа јела, а традиционални избор је био божићни пудинг. Лошом срећом се сматрало да се пудинг исече пре Божића, а ако би пудинг напукао током припреме, пекар би био мртав пре следећег Божића.

### Повратак кући
Од 1980-их и у Ирској и у Северној Ирској забележен је пораст броја ирских и британских емиграната који се враћају на острво за Божић. Цене су се знатно повећале током периода 2020. године, услед рестрикција везаних за путовања због пандемије ковида 19 у Уједињеном Краљевству и Ирској.

## Празнични период
Традиционално се периодом празника сматрао период од Божића до 6. јануара. Бадњи дан и Дан Светог Стефана су државни празници и многи људи се враћају на посао тек наредне седмице. Многе мултинационалне компаније и предузећа затварају дан пре Бадње вечери и поново отварају дан после Нове године. Радници у радњама и јавним службама обично се враћају на посао дан након дана Светог Стефана.